# Louis Demesmay
Louis Demesmay, né le 10 octobre 1876 à Templeuve (Nord) et décédé le 5 janvier 1940 dans la même ville, est un homme politique français.

## Biographie
Après des études commerciales et des voyages à l'étranger, il entre dans la société Brabant et Demesmay, courtiers en coton. Il s'occupe également de la ferme familiale et fait partie de nombreuses sociétés liées à l'élevage et à l'agriculture.
Conseiller municipal de Templeuve, conseiller d'arrondissement puis conseiller général du Nord entre 1911 et 1937, il est sénateur du Nord de 1933 à 1940. Son activité parlementaire est très faible.

## Sources
- « Louis Demesmay », dans le Dictionnaire des parlementaires français (1889-1940), sous la direction de Jean Jolly, PUF, 1960 [détail de l’édition]